# Фрезер торфовий
Фрезер торфовий (рос. фрезер торфяной, англ. peat miller, нім. Frästorf-Gewinnungsmaschine f) – машина для поверхнево-пошарового подрібнення торфового покладу. Використовується при фрезерному способі видобутку торфу. Працює в причепі з трактором або торфозбиральною машиною. Складається з декількох (3-7) шарнірно сполучених секцій (центральної, внутрішньої і крайньої); пружинно-важільного механізму (амортизаторів), встановленого над центр. секцією; розвантажувальних пружин, розміщених над з'єднаннями секцій; опорних котків; задньої опори; причепа і механізму трансмісії. Продуктивність вітчизняних Ф.т. та їх закордонних аналогів 5-6 га/год, робоча ширина захоплення 4,1-9,5 м, макс. глибина фрезерування 30 мм, число фрез 3-7. 